# Pont de Sant Feliu de Pallerols
El Pont de Sant Feliu de Pallerols és un pont de Sant Feliu de Pallerols (Garrotxa) inclòs a l'Inventari del Patrimoni Arquitectònic de Catalunya.

## Descripció
Es tracta d'un pont al mig de la vila, té un sol arc i està tot fet de pedra, pla. Es va aixemplar i té baranes de ferro. Passa per sobre del riu Brugent, afluent per la dreta del Ter.

## Història
La vila de Sant Feliu de Pallerols, s'aixeca al fons de la vall a una banda i l'altre del riu Brugent. Comunicant-se les dues parts de la població per un vell pont de la pedra d'un sol arc. (G.G DE C-GERONA.PÁG.796) El riu Brugent és creuat per 3 ponts.